# Ostrów (obwód iwanofrankiwski)
Ostrów (ukr. Острів) – wieś na Ukrainie, w  obwodzie iwanofrankiwskim, w rejonie halickim, nad Dniestrem.
W drugiej połowie XIX wieku właścicielką ziemską wsi Ostrów była Leopoldyna Horodyńska. 
W II Rzeczypospolitej wieś w powiecie stanisławowskim województwa stanisławowskiego. W maju 1944 nacjonaliści ukraińscy z OUN-UPA zamordowali tutaj 50 Polaków.